# Саррацин, Мануэль
Мануэль Фердинанд Теодор Саррацин (нем. Manuel Ferdinand Theodor Sarrazin, род. 6 февраля 1982, Дортмунд, Северный Рейн-Вестфалия, ФРГ) – немецкий политик партии Союз 90 / Зелёные, депутат Бундестага от земли Гамбург 16, 17, 18, 19 созывов.

## Ранняя жизнь и образование
Саррацин родился в Дортмунде, а с 1995 года живёт в Гамбурге. После окончания местной гимназии имени Фридриха Эберта в 2001 году и гражданской службы он начал изучать историю, польский язык и право в Бременском университете в 2002 году. В 2005 году перевёлся в Гамбургский университет, где в 2013 году завершил учёбу в областях истории, восточноевропейских исследований и права.

## Политическая карьера
С 2004 по 2008 год Саррацин был депутатом Парламента Гамбурга.
Саррацин сменил Аню Хайдук в Бундестаге 13 мая 2008 года. В нём он является членом Комитета по европейским делам и Комитета по иностранным делам. С 2008 па 2013 год он также работал в подкомитете по европейским вопросам Комитета по бюджету. В своей парламентской группе отвечает за восточноевропейский политический вектор. В дополнение к поручениям комитетов Саррацин с 2018 года занимает должность заместителя председателя Немецко-польской парламентской группы содружества.
24 июня 2015 года взял шефство над Николаем Дедком, белорусским активистом и политическим заключённым. 9 июля 2020 года стал патроном Игоря Лосика, белорусского блогера и политзаключённого. 

## Другие виды деятельности
- Член правления форума «Петербургский диалог»[12]
- Президент Ассоциации Юго-Восточной Европы[13]
- Член опекунского совета Института европейской политики[нем.] (с 2012)